# Claus Christiansen
Claus Odgaard Christiansen (Glostrup, 19 oktober 1967) is een voormalig betaald voetballer uit Denemarken, die als verdediger speelde. Hij beëindigde zijn actieve loopbaan in 1996 bij Lyngby BK. Met die club, de enige die hij als professional diende, won hij zowel de Deense landstitel als de Deense beker.

## Interlandcarrière
Christiansen, bijgenaamd Kuno, kwam in totaal vijf keer uit voor de nationale ploeg van Denemarken in de periode 1991–1993. Onder leiding van bondscoach Richard Møller Nielsen maakte hij zijn debuut op 12 juni 1991 in de vriendschappelijke wedstrijd tegen Italië (0–2) in Malmö, net als Brian Jensen (Brøndby IF) en Per Pedersen (Lyngby BK). Hij moest in dat duel na 73 minuten plaatsmaken voor Marc Rieper. Een jaar later maakte Christiansen deel uit van de Deense selectie die de Europese titel won in Zweden. Daar speelde hij mee in de halve eindstrijd en in de finale.

## Erelijst
Lyngby BK
- SAS Ligaen

1992
- Deense beker

1990
 Denemarken
- Europees kampioenschap

1992
1 Schmeichel ·
2 Sivebæk ·
3 K. Nielsen ·
4 Olsen  ·
5 Andersen ·
6 Christofte ·
7 Jensen ·
8 Mølby ·
9 Povlsen ·
10 Elstrup ·
11 Laudrup ·
12 Piechnik ·
13 Larsen ·
14 Frank ·
15 Christensen ·
16 Krogh ·
17 Christiansen ·
18 Vilfort ·
19 P. Nielsen ·
20 Bruun ·
Coach: Møller Nielsen